# Francuska ženska rukometna reprezentacija
Francuska ženska rukometna reprezentacija predstavlja državu Francusku u športu rukometu.
Krovna organizacija:

## Nastupi naOI
- OI 2004. – 4. mjesto
- OI 2008. – 5. mjesto
- OI 2012.: 5. mjesto
- OI 2016.:  srebro
- OI 2020.:  zlato

## Nastupi naSP
- 1999. - Srebro
- 2003. - Zlato

## Nastupi naEP
- 1994. -  ...
- 1996. -  ...
- 1998. -  ...
- 2000. -  ...
- 2002. - Bronca
- 2004. -  ...
- 2006. - Bronca

## Nastupi na Mediteranskim igrama
- 2001. - Zlato